# Neosilurus equinus
Neosilurus equinus es una especie de peces de la familia Plotosidae en el orden de los Siluriformes.

## Morfología
• Los machos pueden llegar alcanzar los 37,5 cm de longitud total.

## Distribución geográfica
Se encuentra en la parte meridional central de Nueva Guinea.